# Lersjön, Blekinge
Lersjön är en sjö i Karlshamns kommun i Blekinge och ingår i Mörrumsåns huvudavrinningsområde. Sjön har en area på 0,0871 kvadratkilometer och ligger 124,6 meter över havet. Vid provfiske har bland annat abborre, braxen, gädda och mört fångats i sjön.

## Delavrinningsområde
Lersjön ingår i det delavrinningsområde (624812-143355) som SMHI kallar för Ovan VDRID = 622563-143423 i Mörrumsåns vattendra*. Medelhöjden är 117 meter över havet och ytan är 49,2 kvadratkilometer. Räknas de 196 avrinningsområdena uppströms in blir den ackumulerade arean 3 293,89 kvadratkilometer. Avrinningsområdets utflöde Mörrumsån (Åbyån) mynnar i havet. Avrinningsområdet består mestadels av skog (79 procent). Avrinningsområdet har 0,96 kvadratkilometer vattenytor vilket ger det en sjöprocent på 1,9 procent.

## Fisk
Vid provfiske har följande fisk fångats i sjön:
- Abborre
- Braxen
- Gädda
- Mört
- Sarv